# 臺灣北路協
臺灣北路協設置於1733年，前身為臺灣北路營，是臺灣清治時期，掌管臺灣臺灣府城（今臺南）以北的軍事機構。北路協隸屬臺灣鎮管轄，官署設於彰化，而主官為副將。因為清治初期，臺灣於臺灣府城以北，大多為平埔族勢力範圍之未開墾荒地，因為臺灣北路協除了是臺灣臺南以北的最高軍事單位，也象徵了漢人開墾的勢力範圍拓展。
分為中營、左營、右營的北路協兵力，約維持在三千官兵上下，而轄區高達三百公里以上，範圍從臺北到嘉義，涵蓋了四分之三的臺灣西邊陸地。

## 北路協中營
如以19世紀之同治光緒年間為例，其詳細配置為：
- 北路協中營（即本來之臺灣北路營配置）
  - 駐守地：彰化，為北路協中樞，並設副將一員、及都司、千總、把總，各一或數名，而其所屬戰兵547、守兵663。較為特殊的是，北路協之前身北路營總部本設置諸羅（今嘉義），不過因為轄區距離調配等因素，北路協總部改設於彰化，也為早期臺灣中部開墾的重要因素。
    - 平均兵力約750餘名，其中，尚有空缺468，另外，七百五十餘名守兵之中，又有172名調防埔里社名，存營與汛防者114名。

## 北路協左營
- 北路協左營
  - 駐防諸羅，後稱嘉義營。配置：參將一員及都司、守備、千總、把總各一或數名。而其所戰力則約為戰兵520、守兵612名
    - 計兵694名。不過實際存營或汛防者約234名。

## 北路協右營
- 北路協右營：駐防竹塹（新竹），後稱竹塹營。而其所屬則有游擊、守備一員、千總三員、把總六員
  - 計兵535名。除挑裁革故未補者三百二十八名，實在存營及汛防者二百零七名。

## 歷任臺灣北路協副將
- 馬驥
- 靳光瀚
- 觀柱
- 雷澤遠
- 江化龍
- 梁時楹
- 馬龍圖
- 郭宏基
- 楊普
- 溫有哲
- 編柱
- 張世英
- 李雲標
- 張世英
- 劉奇偉
- 王介福
- 隋光德
- 左瑛
- 袁大鶴
- 赫生額
- 蔡攀龍
- 林天洛
- 陳邦光
- 福蘭泰
- 魯安邦
- 福蘭泰
- 特克什布
- 陳大恩
- 張無咎
- 吳大瑞
- 海隆阿
- 董金鳳
- 海隆阿
- 金殿安
- 盧植 (清)
- 什格
- 英林
- 羅卓
- 明祥
- 蘇巴爾漢
- 明祥
- 徐廷榮
- 王萬邦
- 趙裕福
- 黨守正
- 趙裕福
- 黃其漢
- 葉長春
- 珊琳
- 葉長春
- 關桂
- 呂大陞
- 葉長春
- 曾玉明
- 曾元福
- 曾玉明
- 夏汝賢
- 林得成
- 湯得陞
- 曾元福
- 林珠
- 謝復雲
- 唐守贊
- 郝富有
- 樂文祥
- 林福喜
- 吳光忠
- 滕國春

| 先前機關： 臺灣北路營 | 台灣重要軍事單位 1733年-1895年 | 後繼機關： 台灣守備混成旅團 （第一、第二旅團）（日本） |